# 久山道彦
久山 道彦（くやま みちひこ、1959年 - ）は、日本のキリスト教研究者・英語教育者。明治学院大学文学部英文科教授、駿台予備学校英語科講師。

## 略歴
- 1979年3月 青山学院高等部卒業
- 1984年3月 京都大学文学部哲学科卒業
- 1987年3月 京都大学大学院文学研究科修士課程修了
- 1990年
  - 3月 京都大学大学院文学研究科博士課程 満期退学
  - 4月 日本学術振興会特別研究員
- 1991年4月 明治学院大学一般教育部専任講師
- 1994年4月 明治学院大学一般教育部助教授
- 1998年1月 文学博士（京都大学）
- 1999年4月 Hope College客員教授
- 2000年4月 明治学院大学一般教育部教授
- 2002年4月 明治学院大学文学部英文学科教授[1]

## 人物
研究内容
オリゲネスを中心に古代のキリスト教思想が専門。1988年 オリゲネス『原理論』に於ける悪の問題序論『基督教学研究』第10号（127-143頁）を皮切りに、30年以上研究に携わっている。研究機関である、明治学院大学では宗教学やキリスト教関係の一般教養科目を担当している。2013年にオックスフォード大学でインタビューを受けた際の映像がYouTubeで公開されている。
駿台予備学校
駿台予備学校横浜校・町田校・藤沢校・お茶の水校に出講し、現役スーパーα、京大コース、高卒スーパー国公立を受け持つ。受講生から絶大な信頼を得る一方、自他共に認める、駿台予備校において最も厳しい英語講師の一人とされている。大学教授と予備校講師の兼業で、“プロフェッサー久山”の異名をとる。「鬼将軍」と自称しており、生徒からは魔王とも称される。
英語教育について
駿台教育研究所において、学校教員向けの授業として入試英語のファンダメンタルズと題した講座を担当している。
基礎の学習とは何か『駿台教育フォーラム』 第27号（81-106頁）駿台教育研究所
『先生方と御一緒に英語の「教え方」を吟味していきたいと思います。この時代、生徒に語学を教えるということは簡単なことではないと私は考えます。教師の持つ世界観や人間観も、教えることと関わってきます。語学を教えるというはそういうことです。』

## 著書
『考えながら学ぶキリスト教』共著 川島書店